# Sainte-Ursule
Sainte-Ursule es un municipio canadiense situado en la provincia de Quebec.

## Superficie
Sainte-Ursule tiene una superficie de 67,83 km².

## Demografía
En 2021, tenía 1355 habitantes, una densidad poblacional de 20 hab./km², y 722 viviendas.